# Björn
Björn ist ein skandinavischer Personenname, der vor allem als Vorname und seltener auch als Familienname vorkommt.

## Herkunft und Bedeutung des Namens
Der Name entstammt den skandinavischen Sprachen.
Björn (schwedisch und isländisch) sowie Bjørn (norwegisch, färöisch und dänisch) bedeuten ‚der Bär‘ oder ‚Brauner‘. ‚Björn‘ war auch einer der Beinamen des Gottes Thor, während sein Vater Odin unter dem Beinamen ‚Brúni/Brúnn‘ (wörtlich: ‚Brauner‘) auftaucht.

## Varianten
- Bjarne, Bjarni, Bjorn

## Namenstag
20. August, auch 18. Juni, 13. Januar

## Namensträger

### Vorname

#### Björn
- Axlar-Björn (ca. 1555–1596), isländischer Serienmörder
- Björn (Birka), schwedischer König aus dem sagenhaften Wikinger-Geschlecht der Munsö
- Björn-Uwe Abels (* 1941), deutscher Prähistoriker und Hauptkonservator des Bayerischen Landesamtes für Denkmalpflege
- Björn Ahlgrensson (1872–1918), schwedischer Maler
- Björn Ahrens (* 1981), deutscher Schauspieler
- Björn-Arne Alber (* 1981), deutscher Volleyballtrainer und -spieler
- Björn Alke (1938–2000), schwedischer Jazzmusiker und Komponist
- Björn Alkeby (* 1952), schwedischer Fußballspieler
- Björn der Alte (um 900–950), sagenhafter König von Schweden
- Björn Andersson (* 1951), schwedischer Fußballspieler
- Björn Andersson (* 1982), schwedischer Fußballspieler
- Björn Andrae (* 1981), deutscher Volleyball-Nationalspieler
- Björn Andrésen (* 1955), schwedischer Schauspieler
- Björn Anklev (* 1979), schwedischer Fußballspieler
- Björn Anlert (1934–2018), schwedischer Fußballspieler
- Björn Bach (* 1976), deutscher Kanute
- Björn Bakken (* 1984), US-amerikanischer Biathlet
- Björn Barta (* 1980), deutscher Eishockeyspieler
- Björn Bartholdy (* 1965), deutscher Mediendesigner
- Björn Baum (* 1982), deutscher Tischtennisspieler
- Björn Bengtsson (* 1973), schwedischer Schauspieler
- Björn Berg (1923–2008), schwedischer Zeichner, Maler und Grafiker
- Björn Berg (* 1972), schwedischer Beachvolleyballspieler
- Björn Bernadotte (* 1975), deutsch-schwedischer Adliger, Geschäftsführer der Lennart-Bernadotte-Stiftung
- Björn Bicker (* 1972), deutscher Autor und Dramaturg
- Björn Bjarman (1923–2005), isländischer Schriftsteller
- Björn Bjarnason (* 1944), isländischer Politiker
- Björn Bjurling (* 1979), schwedischer Eishockeytorwart
- Björn Blaschke (* 1967), deutscher Journalist
- Björn Blöndal (1902–1987), isländischer Schriftsteller
- Björn Bobach (* 1973), deutscher Opernsänger (Tenor)
- Björn Böhning (* 1978), deutscher Politiker
- Björn Bolling (* 1936), schwedischer Fußballtrainer
- Björn Bombis (* 1982), deutscher Eishockeystürmer
- Björn Borg (* 1956), schwedischer Tennisspieler
- Björn Borg (Schwimmer) (1919–2009), schwedischer Schwimmer
- Björn Borgmann (* 1966), deutscher Künstler
- Björn Bregy (* 1974), Schweizer Kampfsportler
- Björn Brembs (* 1971), deutscher Neurobiologe
- Björn Brunnemann (* 1980), deutscher Fußballspieler
- Björn Bugri (* 1968), deutscher Schauspieler
- Björn Buhrmester (* 1984), deutscher Handballspieler
- Björn Bürger (* 1985), deutscher Opernsänger (Bariton)
- Björn Casapietra (* 1970), Tenor, Moderator und Schauspieler
- Björn Christen (* 1980), Schweizer Eishockeyspieler
- Björn Clemens (* 1967), deutscher Publizist und Rechtsanwalt im rechtsextremen Umfeld
- Björn Collinder (1894–1983), schwedischer Sprachwissenschaftler
- Björn Dahlberg (1949–1998), schwedischer Mathematiker
- Björn Dahlem (* 1974), deutscher Künstler
- Bjørn Dæhlie (* 1967), norwegischer Langläufer
- Björn Danielsson (* 1977), schwedischer Eishockeyspieler und -trainer
- Björn Decker (* 1976), deutscher Badmintonspieler
- Björn Dixgård (* 1981), Mitglied der schwedischen Band Mando Diao
- Björn Dreyer (* 1977), deutscher Fußballspieler
- Björn Dreyer (* 1989), deutscher Fußballspieler
- Björn Eggert (* 1980), deutscher Politiker (SPD)
- Björn Emmerling (* 1975), deutscher Hockeyspieler
- Björn Engels (* 1994), belgischer Fußballspieler
- Björn Engholm (* 1939), deutscher Politiker
- Björn Engquist (* 1945),  schwedischer angewandter Mathematiker
- Björn von der Esch (1930–2010), schwedischer Politiker
- Björn Christian Ewald (* 1965), deutscher Klassischer Archäologe
- Björn Fecker (* 1977), bremischer Politiker (Bündnis 90/Die Grünen), Fußballfunktionär, Abgeordneter der Bremischen Bürgerschaft
- Björn Ferm (* 1944), schwedischer Moderner Fünfkämpfer
- Björn Ferry (* 1978), schwedischer Biathlet, Olympiasieger
- Björn von Finckenstein (1958–2021), deutschnamibischer Arzt und Politiker
- Björn Firnrohr (* 1977), deutscher Drehbuchautor
- Björn Försterling (* 1982), deutscher Politiker (FDP) und Abgeordneter des Niedersächsischen Landtags
- Björn Fratangelo (* 1993), US-amerikanischer Tennisspieler
- Björn Freitag (* 1973), deutscher Koch, Fernsehkoch, Gastronom und Kochbuchautor
- Björn Gelotte (* 1975), schwedischer Gitarrist der Melodic Deathmetal-Band In Flames
- Björn Valur Gíslason (* 1959), isländischer Politiker (Links-Grüne Bewegung)
- Björn Glasner (* 1973), deutscher Radrennfahrer
- Björn Gödde (* 1974), deutscher Schauspieler, Moderator und Musiker
- Björn Leví Gunnarsson (* 1976),  isländischer Informatiker und Politiker der Píratar
- Björn Gunnlaugsson (1788–1876), isländischer Kartograf
- Björn Harras (* 1983), Schauspieler
- Björn Höcke (* 1972), deutscher Politiker der Alternative für Deutschland
- Björn Ibsen (1915–2007), dänischer Anästhesist, Mitbegründer der Intensivmedizin
- Björn Jónsson (1846–1912), isländischer Politiker
- Björn Jonsson (Poolbillardspieler), schwedischer Poolbillardspieler
- Björn Joppien (* 1981), deutscher Badmintonspieler
- Björn Kircheisen (* 1983), deutscher Nordischer Kombinierer
- Björn Kuipers (* 1973), niederländischer Fußballschiedsrichter
- Björn Landberg (* 1980), deutscher Synchronsprecher, Schauspieler, Musicalsänger, Schlager- und Popsänger
- Björn Lind (* 1978), schwedischer Skilangläufer
- Björn Ludwig (* 1968), deutscher Autor
- Björn Melin (* 1981), schwedischer Eishockeyspieler
- Björn Nordqvist (* 1942), schwedischer Fußballspieler
- Björn Magnússon Ólsen (1850–1919), isländischer Philologe
- Björn Otto (* 1977), deutscher Stabhochspringer
- Björn Pätzoldt (* 1944), deutscher Politologe, Organisationsberater und Verleger
- Björn Phau (* 1979), deutscher Tennisspieler
- Björn Schalla (* 1974), deutscher Synchronsprecher, Dialogbuchautor und Synchronregisseur
- Björn-Hergen Schimpf (* 1943), deutscher Hörfunk und Fernsehmoderator
- Björn Schlicke (* 1981), deutscher Fußballspieler
- Björn Siegemund (* 1973), deutscher Badmintonspieler
- Björn Steiger (1960–1969), deutsches Unfallopfer, siehe Björn-Steiger-Stiftung
- Björn Bergmann Sigurðarson (* 1991), isländischer Fußballspieler
- Björn von Sydow (* 1945), schwedischer Politiker
- Björn Thurau (* 1988), deutscher Radrennfahrer
- Björn Þórðarson (1879–1963), isländischer Politiker
- Björn Ulvaeus (* 1945), schwedischer Sänger, Mitglied der Gruppe ABBA
- Björn Vleminckx (* 1985), belgischer Fußballspieler
- Björn Waldegård (1943–2014), schwedischer Rallyefahrer, erster Rallye-Weltmeister
- Björn Walden (1934–2009), schwedischer Rennrodler und Sportfunktionär
- Björn Ziegenbein (* 1986), deutscher Fußballspieler
- Björn Zikarsky (* 1967), deutscher Schwimmer

Zweitname
- Lars-Björn Freier (* 1971), deutscher Hallen- und Beachvolleyballspieler

#### Schreibweise Bjørn
- Bjørn Alterhaug (* 1945), norwegischer Jazzmusiker (Kontrabass, Komposition)
- Bjørn Bråthen (* 1930), norwegischer Radrennfahrer, nationaler Meister im Radsport
- Bjørn Dæhlie (* 1967), norwegischer Skilangläufer
- Bjørn Dunkerbeck (* 1969), niederländischer Windsurfer
- Bjørn Eidsvåg (* 1954), norwegischer Sänger und Komponist
- Bjørn Floberg (* 1947), norwegischer Theater- und Filmschauspieler
- Bjørn Hasløv (* 1941), dänischer Ruderer
- Bjørn Jagnow (* 1972), deutscher Autor von Fantasy-Literatur
- Bjørn Johansen (Musiker) (1940–2002), norwegischer Saxophonist und Flötist
- Bjørn Johansen (Radsportler) (* 1938), norwegischer Radrennfahrer
- Bjørn Maars Johnsen (* 1991), norwegisch-US-amerikanischer Fußballspieler
- Bjørn L’Orange (* 1963), norwegischer Poolbillard- und Snookerspieler
- Bjørn Lomborg (* 1965), dänischer Buchautor, Gründer des Think Tanks Copenhagen Consensus Center
- Bjørn Melhus (* 1966), deutscher Videokünstler
- Bjørn Nørgaard (* 1947), dänischer Bildhauer und Performancekünstler
- Bjørn Einar Romøren (* 1981), norwegischer Skispringer
- Bjørn Skau (1929–2013), norwegischer Politiker der Arbeiderpartiet
- Bjørn Sundquist (* 1948), norwegischer Schauspieler
- Bjørn Tomren (* 1981), norwegischer Musiker (u. a. Jodeln, Obertongesang und Country-Musik)
- Bjørn Watt-Boolsen (1923–1998), dänischer Schauspieler, Theaterleiter und Regisseur
- Bjørn Wiinblad (1918–2006), dänischer Maler, Designer, Bühnenbildner und bildender Künstler
- Bjørn Wirkola (* 1943), norwegischer Nordischer Kombinierer, Skispringer und Fußballspieler

#### Variante Bjorn
- Bjǫrn Ásbrandsson (* um 960, † nach 1030), Jomswikinger und wikingerzeitlicher Einwanderer Nordamerikas
- Bjǫrn járnsíða, dänischer Wikingerführer
- Bjorn Fortuin (* 1994), südafrikanischer Cricketspieler
- Bjorn Hoeben (* 1980), niederländischer Cyclocross- und Straßenradrennfahrer
- Bjorn Leukemans (* 1977), belgischer Radrennfahrer
- Bjorn Aubre McKie (* 1977), US-amerikanischer Basketballspieler
- Bjorn Poonen (* 1968), US-amerikanischer Mathematiker (Zahlentheorie, algebraische Geometrie)
- Bjorn Selander (* 1988), US-amerikanischer Radrennfahrer
- Bjorn Steinbach (* 1985), südafrikanischer Schauspieler
- Bjorn Stevens (* 1966), US-amerikanischer Meteorologe und Klimawissenschaftler
- Bjorn Willemse (* 1983), niederländischer Eishockeyspieler

### Familienname
- Andreas Riegelsen Biørn (1755–1821), dänischer Sklavenhändler und Kolonialoffizier
- Anna Dina Björn-Larsen (* 1975), Querflötistin und Hochschullehrerin
- Atli Bjørn (1933–1993), dänischer Jazzmusiker
- Evert Björn (1888–1974), schwedischer Mittelstreckenläufer
- Hanna Björn (* 1991), schwedische Schauspielerin
- Jan Christian Bjørn (* 1984), norwegischer Nordischer Kombinierer
- Kristian Bjørn (1919–1993), norwegischer Skilangläufer
- Lars Björn (1931–2024), schwedischer Eishockeyspieler
- Nathalie Björn (* 1997), schwedische Fußballspielerin
- Per Bjørn (* im 20. Jahrhundert), norwegischer Nordischer Kombinierer
- Sören Björn (1744–1819), preußischer Dünen-Bauinspektor in West- und Ostpreußen; siehe Sören Biörn
- Svarta Bjørn, norwegische Köchin im späten 19. Jahrhundert
- Thomas Bjørn (* 1971), dänischer Golfspieler
- Torgeir Bjørn (* 1964), norwegischer Skilangläufer